# Mabel Pines
Mabel Pines là một trong những nhân vật chính trong chương trình truyền hình của Disney XD (trước đây là của Disney Channel) Gravity Falls. Nhân vật này được Kristen Schaal lồng tiếng và được Alex Hirsch thiết kế. Nhân vật được lấy cảm hứng từ chính chị song sinh của Alex Hirsch, Ariel Hirsch. Mabel, cùng với em mình Dipper Pines đều xuất hiện trong tất cả các tập trong Gravity Falls.
Mabel là một cô gái 12 tuổi đầy năng động bị buộc phải dành tất cả thời gian ở mùa hè bên người bác của mình ở Túp lều Bí ẩn cùng với em mình. Cô giúp Dipper trong việc nghiên cứu về các hiện tượng bất thường ở thành phố Gravity Falls, Oregon. Họ được sự trợ giúp từ nhân viên khác trong lều, Soos.
Cuộc phiêu lưu giữa Dipper và Mabel lấy cảm hứng từ thời thơ ấu của Alex Hirsch và chị song sinh của Alex.